# Tragopogon pratensis
La barba di becco (Tragopogon pratensis L., 1753) è una specie di pianta angiosperma dicotiledone della famiglia delle Asteraceae.

## Etimologia
Da Dioscoride sappiamo che il nome della pianta (e quindi del genere) deriva dal greco τράγος tràgos "caprone" e πώγων pṑgōn "barba" per la somiglianza delle setole del pappo con la barba di un caprone. Il nome volgare più comune e antico, barba di becco, sembra derivare da una dizione longobarda (bikk= becco).
Ci sono diverse testimonianze della conoscenza di questa pianta fin dall'antichità. Sembra che in un affresco pompeiano si trovi una sua raffigurazione.
Il nome scientifico della specie è stato definito per la prima volta dal botanico Carl Linnaeus (1707-1778) nella pubblicazione " Species Plantarum" ( Sp. Pl. 2: 789) del 1753.

## Descrizione

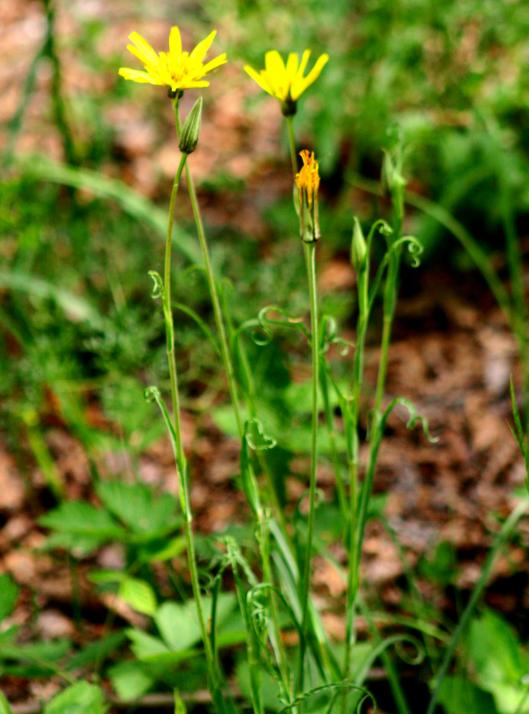
Fusto eretto poco ramoso con strette foglie lanceolate e arricciate

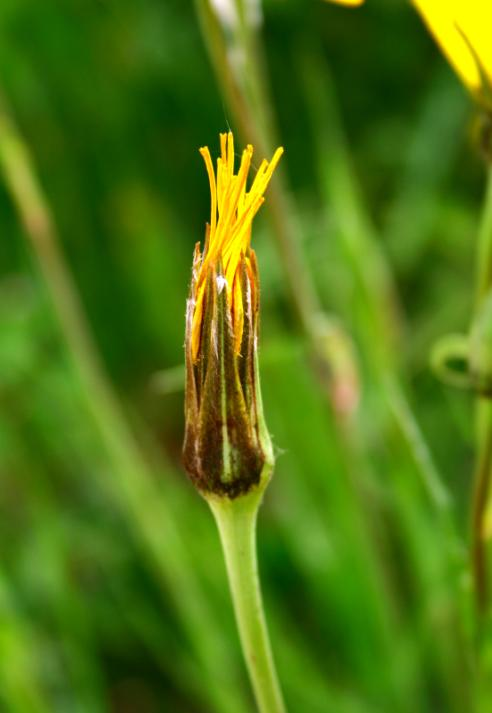
Fiore chiuso. Ricettacolo cilindrico con squame lineari e acuminate

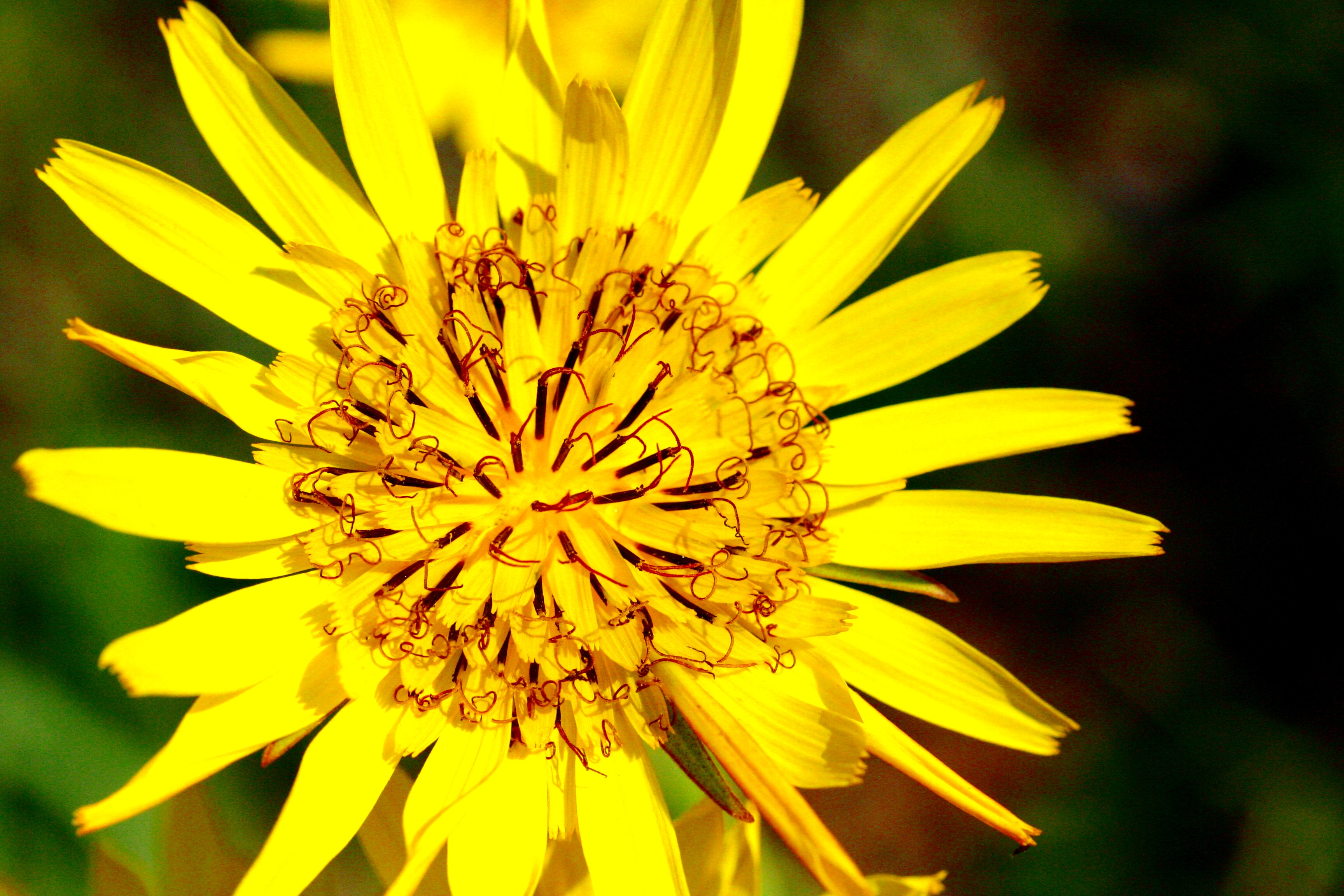
Capolino con fiori solo ligulati e antere centrali con strisce scure

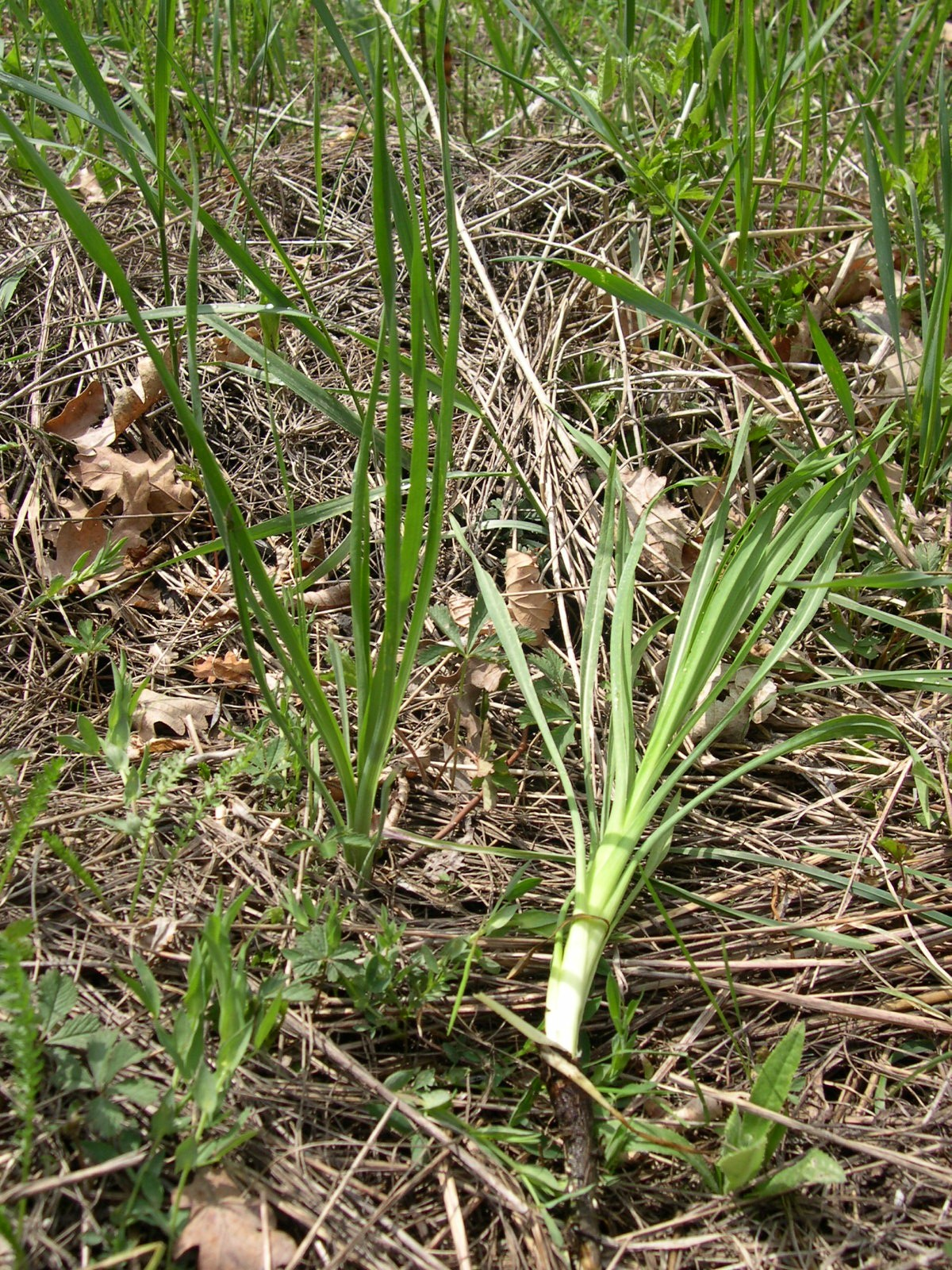
Giovani getti

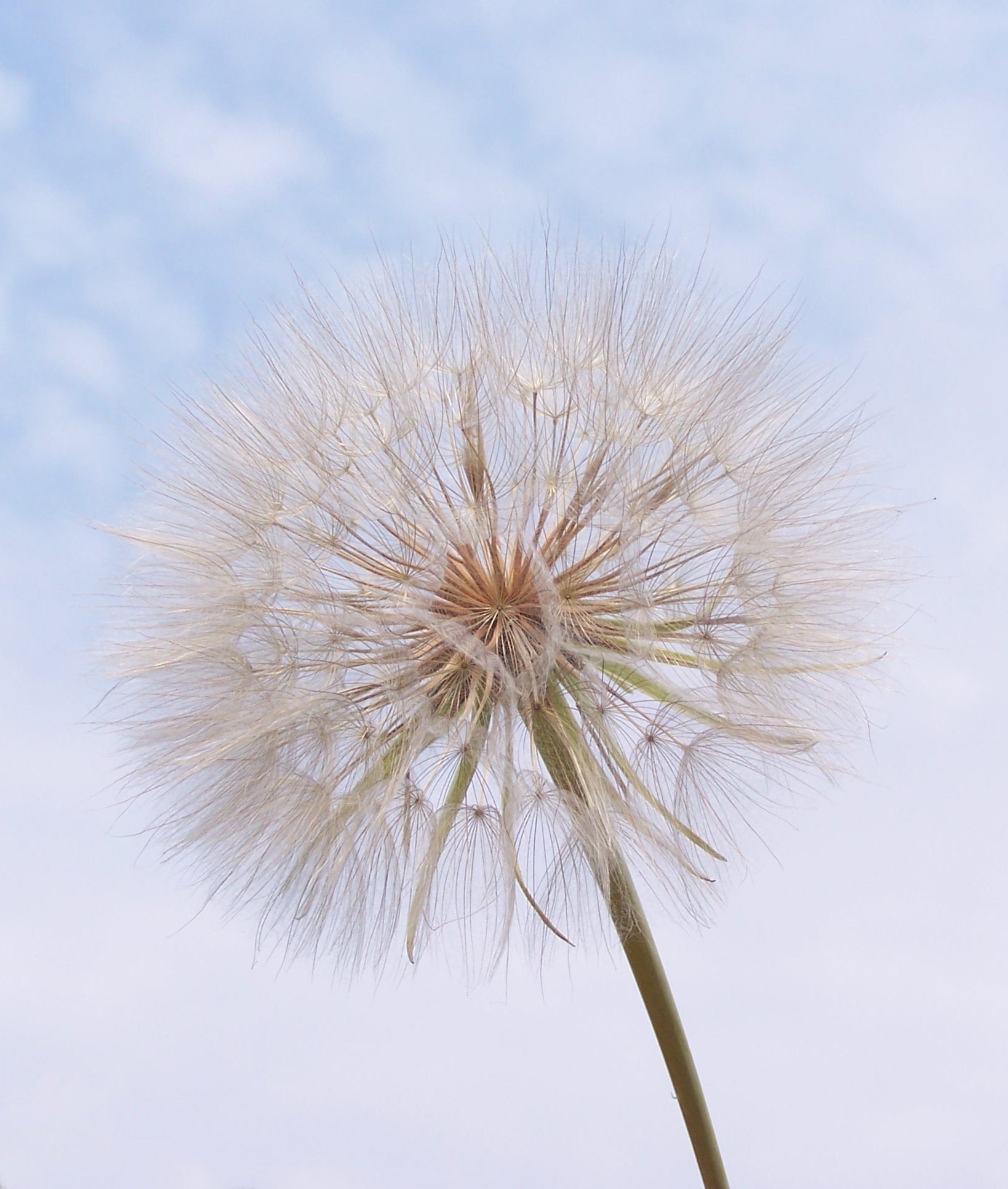
Frutto achenio fusiforme con pappo piumoso

Habitus. La forma biologica è emicriptofita scaposa (H scap), ossia in generale sono piante erbacee, a ciclo biologico perenne, con gemme svernanti al livello del suolo e protette dalla lettiera o dalla neve e sono dotate di un asse fiorale eretto e spesso privo di foglie. Ma a volte può presentare caratteristiche tipiche delle terofite (quindi pur essendo annuali superano l'inverno sotto forma di seme). Barba di becco ha un ciclo anche biennale; questo vuol dire che il primo anno sviluppa una rosetta di foglie basali; mentre il secondo anno produce lo scapo fiorale. Gli organi interni di queste piante contengono lattoni sesquiterpenici.
Fusto. Il fusto è solo di tipo epigeo (quello ipogeo è assente) ed è eretto, poco ramoso e glabro o con scarso tomento. La sezione si presenta cava (fusto fistoloso) e striata. In genere è ingrossato ai nodi. La radice è verticale ingrossata (1 cm di diametro) o lievemente obliqua del tipo a fittone. La sezione massima è di 1 cm. Queste piante possono raggiungere una altezza massima di 3 - 8 dm.
Foglie. Le foglie sono lineari - strette, molto lanceolate e acuminate (dimensione da 5 a 20 cm - larghezza 4 cm) a margine intero o lievemente ondulato. Sono inoltre sessili con base amplessicaule allargata (10–15 mm). A volte sono arricciate. Nella zona centrale (mediana), longitudinalmente, presentano una nervatura molto marcata.
Infiorescenza. L'infiorescenza ha pochi capolini (per lo più sono solitari) di diametro 3–6 cm fissati all'apice di un sottile peduncolo. L'involucro è cilindrico con un diametro di circa 1 cm ed è formato da una serie di 7-8 squame (brattee) lineari e acuminate. Dopo la fioritura le brattee si ripiegano all'ingiù. Il ricettacolo è nudo, ossia è privo di pagliette a protezione della base dei fiori; è liscio, glabro e a forma convessa. Dimensione delle brattee: larghezza 3 mm; lunghezza 18 – 25 mm.
Fiori. I fiori sono tetra-ciclici (ossia sono presenti 4 verticilli: calice – corolla – androceo – gineceo) e pentameri (ogni verticillo ha in genere 5 elementi). I fiori sono inoltre ermafroditi e zigomorfi.
- Formula fiorale:

*/x K {\displaystyle \infty }, [C (5), A (5)], G 2 (infero), achenio
- Calice: i sepali del calice sono ridotti ad una coroncina di squame.
- Corolla: le corolle sono formate da una ligula terminante con 5 denti; il colore è giallo intenso; la superficie può essere sia pubescente che glabra; le ligule in genere sono incurvate all'esterno (disposizione radiale) e sono più lunghe dell'involucro. Lunghezza della corolla: 22 – 30 mm.
- Androceo: gli stami sono 5 con filamenti liberi e distinti, mentre le antere sono saldate in un manicotto (o tubo) circondante lo stilo.[15] Le antere, gialle, sono caudate e alla base sono acute. Il polline è tricolporato (con due lacune), è echinato (con punte) e anche "lophato" (la parte più esterna dell'esina è sollevata a forma di creste e depressioni).[16]
- Gineceo: lo stilo è filiforme. Gli stigmi dello stilo sono due divergenti, ottusi e gracili con la superficie stigmatica posizionata internamente (vicino alla base).[17] L'ovario è infero uniloculare formato da 2 carpelli.
- Fioritura: il periodo di fioritura va da maggio a settembre, a seconda delle stazioni che possono andare dal piano ai monti (impollinazione tramite api e insetti di vario tipo come mosche).

Frutti. I frutti sono degli acheni grigiastri, fusiformi risultanti dalla metamorfosi del tubo calicino nelle fasi della maturazione fiorale. I frutti, lunghi quanto l'ovario, hanno un becco lungo con un pappo molto piumoso (delle barbe laterali patenti intrecciate ad ombrello - una trentina circa) di colore bianco. Dimensione dell'achenio: 15 – 20 mm.

## Biologia
- Impollinazione: l'impollinazione avviene tramite insetti (impollinazione entomogama tramite farfalle diurne e notturne).
- Riproduzione: la fecondazione avviene fondamentalmente tramite l'impollinazione dei fiori (vedi sopra).
- Dispersione: i semi (gli acheni) cadendo a terra sono successivamente dispersi soprattutto da insetti tipo formiche (disseminazione mirmecoria). In questo tipo di piante avviene anche un altro tipo di dispersione: zoocoria. Infatti gli uncini delle brattee dell'involucro si agganciano ai peli degli animali di passaggio disperdendo così anche su lunghe distanze i semi della pianta.

## Distribuzione e habitat

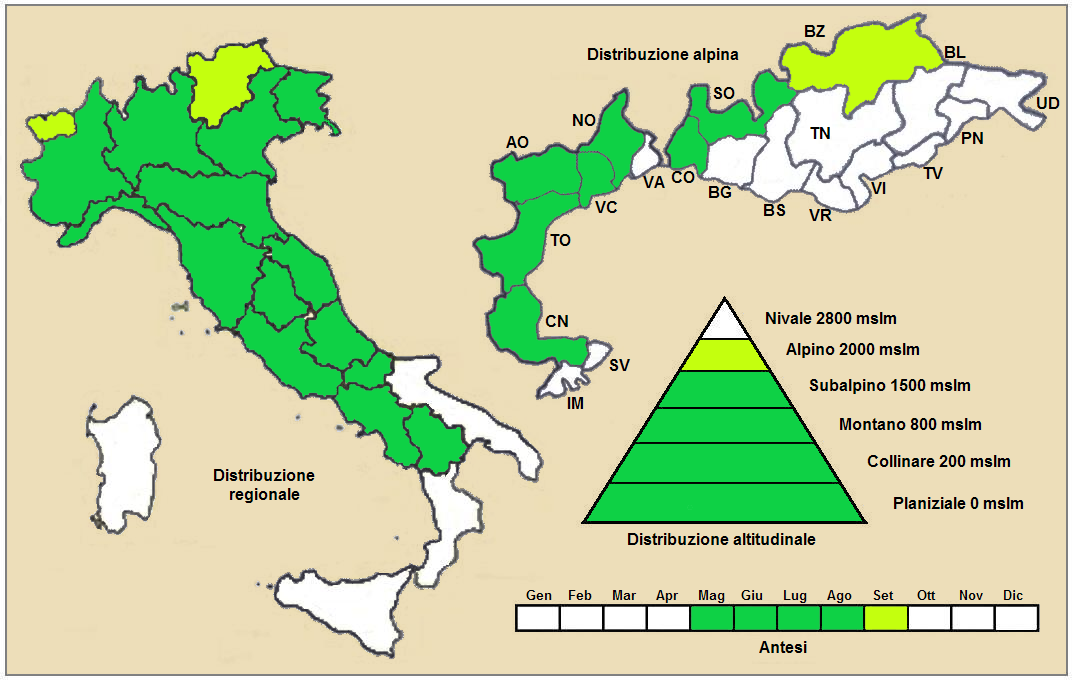
Distribuzione della pianta (Distribuzione regionale – Distribuzione alpina)

- Geoelemento: il tipo corologico (area di origine) è Euro-Siberiano/Eurasiatico (zone fredde e temperato-fredde dell'Eurasia).
- Distribuzione: è localizzata in quasi tutta l'Europa sudorientale (dal Caucaso alla Siberia). È comune sulle Alpi. In Italia si trova soprattutto nelle regioni settentrionali. Non è presente nelle isole. Nelle Alpi è presente anche in Francia, Svizzera e Austria.
- Habitat: l'habitat tipico per questa specie sono i prati grassi (fertili e concimati). Il substrato preferito è calcareo ma anche siliceo con pH neutro, medi valori nutrizionali del terreno che deve essere secco.[19]
- Distribuzione altitudinale: sui rilievi alpini queste piante si possono trovare fino a 2.100 m s.l.m.; frequentano quindi i seguenti piani vegetazionali: collinare, montano, subalpino e in parte quello alpino (oltre a quello planiziale – a livello del mare).

### Fitosociologia

#### Areale alpino
Dal punto di vista fitosociologico alpino Tragopogon pratensis appartiene alla seguente comunità vegetale:
Formazione: delle comunità delle macro- e megaforbie terrestri
Classe: Molinio-Arrhenatheretea
Ordine: Arrhenatheretalia elatioris

#### Areale italiano
Per l'areale completo italiano Tragopogon pratensis appartiene alla seguente comunità vegetale:
Macrotipologia: vegetazione delle praterie
Classe: Molinio-Arrhenatheretea Tüxen, 1937.
Ordine: Trifolio repentis-Phleetalia pratensis Passarge, 1969
Alleanza: Cynosurion cristati Tüxen 1947
Suballeanza: Cerastion arvensis-Cynosurenionn cristati Blasi et al., 2012
Descrizione. L'alleanza Cerastion arvensis-Cynosurenionn cristati è relativa ai prati antropici (falciati) in terreni pianeggianti e umidi. L'areale è quello dell'Appennino centro-settentrionale. Le comunità di queste alleanze si ritrovano fra i 900 e i 1400 metri di quota.
Specie presenti nell'associazione: Cerastium arvense, Rhinanthus minor, Tragopogon pratensis, Salvia pratensis, Armeria canescens.
Altre alleanze per questa specie sono:
- Violo pseudogracilis-Bromopsienion caprinae

## Tassonomia
La famiglia di appartenenza di questa voce (Asteraceae o Compositae, nomen conservandum) probabilmente originaria del Sud America, è la più numerosa del mondo vegetale, comprende oltre 23.000 specie distribuite su 1.535 generi, oppure 22.750 specie e 1.530 generi secondo altre fonti (una delle checklist più aggiornata elenca fino a 1.679 generi). La famiglia attualmente (2021) è divisa in 16 sottofamiglie.

### Filogenesi
Il genere della specie di questa voce appartiene alla sottotribù Scorzonerinae della tribù Cichorieae (unica tribù della sottofamiglia Cichorioideae). In base ai dati filogenetici la sottofamiglia Cichorioideae è il terz'ultimo gruppo che si è separato dal nucleo delle Asteraceae (gli ultimi due sono Corymbioideae e Asteroideae). La sottotribù Scorzonerinae è il secondo clade che si è separato dalla tribù.
All'interno della sottotribù sono stati individuati diversi cladi, alcuni in posizione politomica. Il genere di questa voce, da un punto di vista filogenetico, si trova in una posizione centrale e con il genere Geropogon forma un "gruppo fratello" (differiscono soprattutto per gli acheni e il pappo). Il genere Tragopogon come è descritto attualmente è monofiletico.
I caratteri distintivi per la specie di questa voce sono:
- la base delle foglie è allargata;
- le squame dell'involucro sono 7 -8;
- la superficie delle piante è in genere glabra;
- la lunghezza del becco dell'achenio è minore dell'achenio stesso;
- i fusti sono poco o per nulla ingrossati sotto il capolino:
- le corolle dei fiori sono completamente gialle.

Il numero cromosomico della specie è: 2n = 12.

### Sottospecie
Per questa specie sono riconosciute valide la seguenti due sottospecie:
- Tragopogon pratensis subsp. leiocarpos (Trnka) Greuter, 2003: è distribuita nel centro dell'Europa.
- Tragopogon pratensis subsp. pratensis: è l'entità descritta in questa voce.

Nella "Flora d'Italia" sono indicate altre due sottospecie (minor e orientalis) attualmente considerate specie indipendenti.

### Specie simili
Secondo la divisione fatta da Pignatti questa specie, nell'ambito del genere, fa parte del gruppo a fiori completamente gialli. In questo gruppo sono comprese alcune specie che si distinguono per i seguenti caratteri:
- Tragopogon pratensis L. - Barba di becco dei prati: la base delle foglie è allargata; le squame dell'involucro sono 7 -8.
- Tragopogon minor Mill. - Barba di becco minore: alla fioritura la corolla è a metà delle brattee; il diametro dell'infiorescenza è di 30 - 40 mm.
- Tragopogon orientalis L. - Barba di becco orientale: alla fioritura la corolla sporge di 2 - 5 mm oltre le brattee; il diametro dell'infiorescenza è di 40 - 50 mm.
- Tragopogon samaritani Heldr. & Sart. - Barba di becco di Smaritani: le foglie non sono allargate alla base; le squame dell'involucro sono 6 - 7.
- Tragopogon tommasinii Schultz-Bip. - Barba di becco di Tommasini: la superficie delle piante è fioccosa; il becco dell'achenio è lungo due volte l'achenio stesso.
- Tragopogon dubius Scop. - Barba di becco a tromba: i fusti hanno un ingrossamento di oltre 10 mm sotto il capolino.

## Usi

### Farmacia
Le proprietà di questa pianta sono diuretiche, sudorifere, depurative e astringenti. I composti chimici presenti sono: inulina, inositolo, mannitolo, fitosterina. In particolare da ricerche fatte risulta che la radice conterebbe il 3,45% di sostanze azotate, l'1% di materie grasse e il 15% di sostanze idrocarbonate. La radice (decotto o sciroppo) può essere usata come calmante per la tosse (secondo la medicina popolare) e in genere ha effetti positivi per tutte le affezioni respiratorie. I petali in infusione hanno potere schiarente della pelle e sulle efelidi.

### Industria
Alcune parti della pianta sono usate in cosmetica.

### Cucina
Le radici, possono essere raccolte in settembre - ottobre quando la pianta è a riposo (e comunque nel primo anno di vita della pianta), oppure in Primavera dell'anno successivo (marzo - aprile, prima che si formi lo scapo fiorale). Le radici sono molto gradevoli per il sapore dolce dovuto all'inulina (un polisaccaride variamente usato sotto il profilo dietetico soprattutto per i diabetici); così pure sono pregiati i giovani getti se consumati prima che diventino coriacei.
Possono essere preparati in minestra o nelle frittate. Anche le foglie più tenere si possono usare crude come insalata.

### Altre note
Questi fiori verso le ore centrali della giornata (col bel tempo) si chiudono per evitare il sole: Barba di becco orientale si chiude verso le 11, mentre Barba di becco rimane aperto fino alle 14. Mentre a cielo coperto rimangono sempre chiusi e presentano un tipico aspetto conico.
In Emilia, nella provincia di Reggio Emilia, la pianta è conosciuta con il termine dialettale "ciocabèc" (o "cioccabecco"), ricordato oggi dagli anziani come i getti più teneri della pianta fossero una risorsa contro la fame, in particolare nei periodi più duri della Seconda Guerra Mondiale.

## Galleria d'immagini

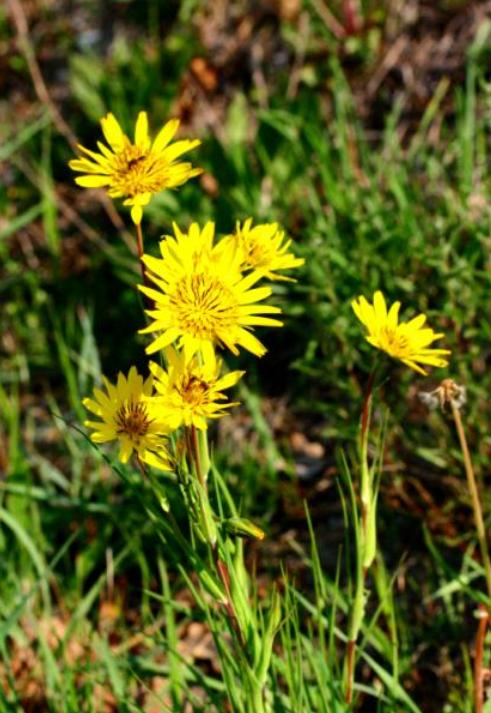
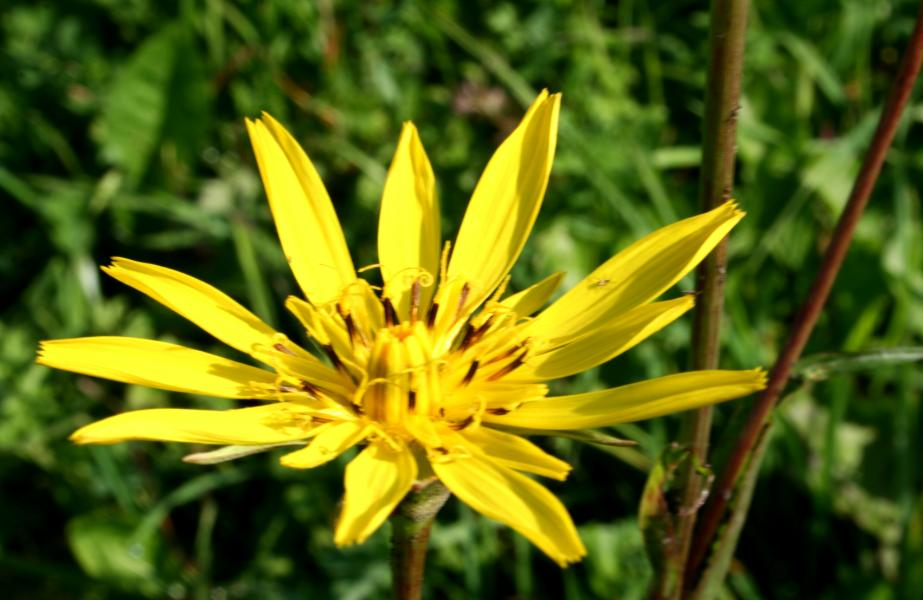
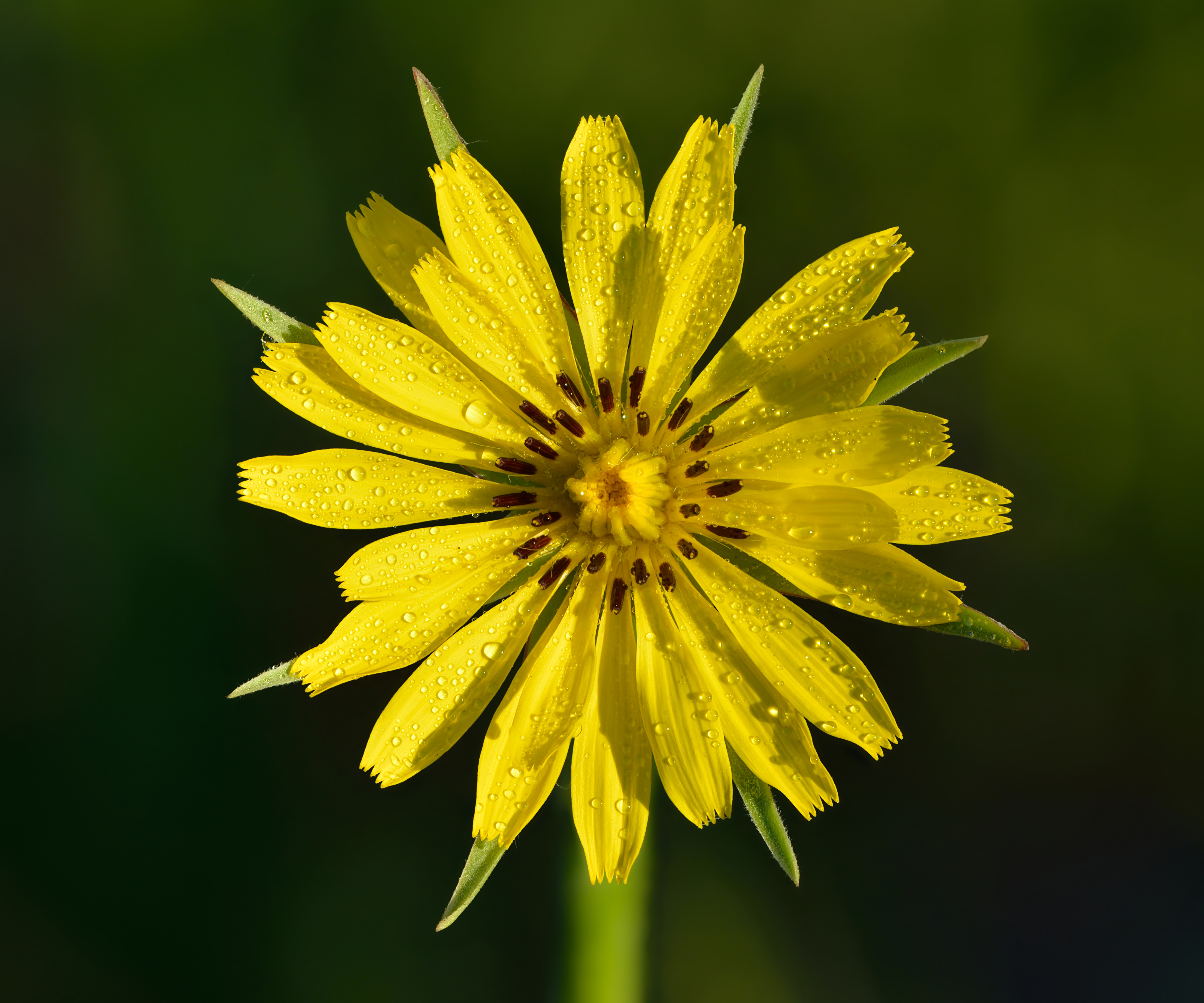